# Phthanoconis
Phthanoconis is een geslacht van insecten uit de familie van de dwerggaasvliegen (Coniopterygidae), die tot de orde netvleugeligen (Neuroptera) behoort.

## Soort
- P. burmitica Engel, 2004